# Pokój z Widokiem na Wojnę
Pokój z Widokiem na Wojnę – polska grupa muzyczna wykonująca hip-hop. Powstała w 2006 roku w Warszawie z inicjatywy raperów Jerzego "Jurasa" Wrońskiego i Marcina "Korasa" Korczaka. Rok później powstały pierwsze nagrania formacji, jednakże w 2008 roku proces realizacji debiutanckiego albumu został przerwany. Wroński skupił się wówczas na startach w zawodach w kick-boxingu, natomiast Korczak podjął się prowadzenia firmy odzieżowej Orient 24h. 
W 2009 roku muzycy ponownie podjęli współpracę celem dokończenia nagrań. Efektem współpracy był wydany 10 maja 2010 roku album zatytułowany 2010, który ukazał się nakładem wytwórni muzycznej Prosto. Gościnnie na nagraniach wzięli udział raperzy Wojciech "Sokół" Sosnowski, Rafał "Pono" Poniedzielski i Michał "Ero" Czajkowski oraz wokalistka Marysia Starosta. Nagrania wyprodukowali m.in. pochodzący z Ukrainy Max Chorny i J Cook z Serbii.
21 listopada 2011 roku ukazał się album pt. Droga wojownika. Był to solowy album Jurasa, który został wydany pod nazwą Pokój z Widokiem na Wojnę. Gościnne na płycie wystąpili: Koras, Sokół i Chada.  

## Dyskografia
Albumy
| 2010                        | - Data: 10 maja 2010 - Wydawca: Prosto      | —  |
| Droga wojownika             | - Data: 21 listopada 2011 - Wydawca: Prosto | 33 |
| Grawitacja                  | - Data: 9 czerwca 2014 - Wydawca: Prosto    | 29 |
| "—" album nie był notowany. |                                             |    |

Inne
| Album                                          | Rok  | Utwór | Źródło |
| ---------------------------------------------- | ---- | --- | ------ |
| Prosto Mixtape Deszczu Strugi (kompilacja)     | 2006 | Pokój z Widokiem na Wojnę - "Zwiastun"                                                                                            | [ 7 ]  |
| W Czerni I W Bieli - Warszawska opowieść       | 2008 | "Nie chcemy kłamstwa" (gościnnie: Pokój Z Widokiem Na Wojnę) "Nie chcemy kłamstwa" (Remix) (gościnnie: Pokój Z Widokiem Na Wojnę) | [ 8 ]  |
| Prosto Mixtape 600V (kompilacja)               | 2010 | Pokój z Widokiem na Wojnę - "Przyznam" Elfue, KaeN, Doz, Pokój Z Widokiem Na Wojnę, Karlos, Sokół i inni - "U nas na Śródmieściu" | [ 9 ]  |
| Sokół, Marysia Starosta - Czysta brudna prawda | 2011 | "Wspólna gałąź" (gościnnie: Pokój z Widokiem na Wojnę, Chada, Ero)                                                                | [ 10 ] |
| Prosto XV (kompilacja)                         | 2014 | Pokój z Widokiem na Wojnę - "Moja pierwsza dziewczyna"                                                                            | [ 11 ] |

## Teledyski
| Tytuł                       | Rok  | Reżyseria/Realizacja               | Album           | Źródło |
| --------------------------- | ---- | ---------------------------------- | --------------- | ------ |
| "Rób swoje"                 | 2010 | Filip Dowjat                       | 2010            | [ 12 ] |
| "Pokój z widokiem na wojnę" | 2010 | 1cell                              | 2010            | [ 13 ] |
| "Przyznam"                  | 2010 | fukwitdis. production              | 2010            | [ 14 ] |
| "Gra pozorów"               | 2011 | Holeinmoon                         | 2010            | [ 15 ] |
| "Moja pierwsza dziewczyna"  | 2011 | Holeinmoon                         | Droga wojownika | [ 16 ] |
| "Droga wojownika"           | 2012 | Holeinmoon                         | Droga wojownika | [ 17 ] |
| "To jest mój czas"          | 2013 | Sebastian Niegowski/infinity crime | Droga wojownika | [ 18 ] |
| "Media"                     | 2014 | ĆMA                                | Grawitacja      | [ 19 ] |